# Baby Baluchon
Baby Baluchon est une série de bande dessinée humoristique réalisée par le Français Mat. Elle a été publiée dans l'hebdomadaire jeunesse Coq hardi de mars 1947 à décembre 1951.